# Leonid Leonidowitsch Lebedew

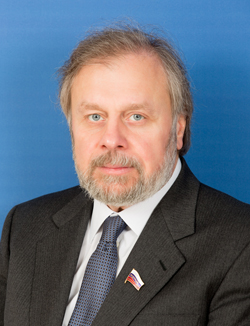
Leonid Lebedew (2013)

Leonid Leonidowitsch Lebedew (russisch Леонид Леонидович Лебедев; * 2. Mai 1956 in Moskau) ist ein russischer Geschäftsmann und ehemaliger Abgeordneter für die Republik Tschuwaschien im russischen Föderationsrat.
Lebedew ist ehemaliger Alleineigentümer der Sintez-Gruppe, eines privaten Unternehmens in den Bereichen Energie, Öl und Gas sowie Immobilienentwicklung. Er war 1988 Mitbegründer des Unternehmens, das er in den frühen 2000er Jahren verließ. Laut Forbes Russia rangierte Sintez 2012 auf Platz 154 der privaten Unternehmen in Russland. Laut Forbes ist Leonid Lebedew im Jahr 2021 auf Platz 162 mit einem Vermögen von 750 Millionen Dollar gelistet.
Lebedew ist auch als Geschäftsmann in der Musik- und Filmbranche tätig, etwa als Produzent in den 1980er Jahren und in jüngerer Zeit bei der Produktion von Independent-Filmen wie Hipsters und The Geographer Drank His Globe Away.
Im Jahr 2002 wurde er in den Föderationsrat, das Oberhaus des russischen Parlaments, gewählt und vertrat dort die Republik Tschuwaschien, bis er sich 2015 aus der Politik zurückzog.

## Leben
Leonid Lebedew wurde in Moskau geboren. Er erwarb 1979 einen Abschluss in Ingenieurwesen an der Chemisch-Technischen Dmitri-Mendelejew-Universität von Russland. In den frühen 1980er Jahren war er Berater der Handelskammer der UdSSR und von Mosconcert.
Lebedew ist verwitwet und hat zwei erwachsene Töchter. Zusammen mit seiner Tochter Julia, die in den USA lebt, gründete er die Filmproduktionsfirma Code Red Productions. Seine zweite Tochter, Jana, lebt in Moskau und ist Gründerin eines Online-Mode- und Trendführers. Als Steuermann und Miteigentümer seines Segelteams Synergy nahm er häufig an Segelwettbewerben auf seiner RC44-Yacht teil. Im Jahr 2013 promovierte Lebedew an der Staatlichen Technologischen Universität Belgorod im Bereich Kolloidchemie (Thema der Dissertation: Kolloidno-elektrochimicheskije aspekty saschtschity ot korrosii konstrukzionnych stalej oborudowanija jadernych energetitscheskich ustanowok, dt.: Kolloidale und elektrochemische Aspekte des Korrosionsschutzes von Baustahl in der Ausrüstung von Kernkraftwerken).
2017 berichtete der Guardian, dass Lebedew die zyprische Staatsbürgerschaft erworben hat.

## Wirken

### Unternehmerische Tätigkeiten
In den frühen 1980er Jahren begann Lebedew seine unternehmerische Laufbahn mit der Organisation von Rockkonzerten.
Sintez Records
Im Jahr 1989 wurde Lebedew Mitbegründer von Sintez Records, einem Aufnahmestudio und Label für Underground-Rock-Künstler. Das Label nahm u. a. Musik von Nautilus Pompilius, Time Machine und Oleg Gazmanov auf.
Sintez International
In den 1990er Jahren, nach der Perestroika, wurde Lebedew Mitbegründer von Sintez International, einem russisch-amerikanischen Joint Venture, das mit Rohstoffen und Industriegütern handelte.
Laut Forbes ist Lebedew „einer der wenigen Sowjets, die in den 1980er Jahren mit gemeinsamen Unternehmungen zwischen den kapitalistischen USA und der sozialistischen UdSSR experimentierten“. Er ist „nicht der typische russische Geschäftsmann, der von der frühen Privatisierung profitierte oder unter den Fittichen eines einflussreichen Politikers agierte“. Forbes stellt weiter fest: „Er bohrte Brunnen, wo es keine gab, und stieß auf schwarzes Gold“, und verweist auf seine „unternehmerische Erfahrung“, die er in „stürmischen Zeiten in Russland“ gesammelt hat.
Sintez war das erste russische Privatunternehmen im Ölsektor, das Offshore-Explorationen in der Arktis durchführte.
In Westsibirien baute Sintez eine Ölförderanlage namens Negusneft, entwickelte deren Infrastruktur und übernahm den industriellen Handel und Export.
Verkauf des russischen Energieversorgers TGK-2
Im Zusammenhang mit dem Verkauf des russischen Energieunternehmens TGK-2 im Jahr 2008 verklagte Sintez das deutsche Unternehmen RWE 2011 auf Schadensersatz in Höhe von rund 700 Millionen Euro. RWE wurde vorgeworfen, kurzfristig und ohne triftigen Grund vom Kauf von TGK-2 zurückgetreten zu sein und damit Sintez an den Rand des Ruins getrieben zu haben. Es schien zahlreiche Unstimmigkeiten zu geben: So gab es etwa laut Presseberichten nur einen Bieter bei der Auktion, obwohl zuvor in den Medien von gewichtigen Interessenten die Rede war.
Im Jahr 2015 wies das Landgericht Essen die Klage von Sintez gegen RWE ab. Allerdings erklärte das Gericht eine Klage gegen den damaligen RWE-Chef Jürgen Großmann für zulässig. Medienberichten zufolge soll Großmann die Transaktion persönlich vorangetrieben und sogar Altbundeskanzler Gerhard Schröder eingeschaltet haben, um über die russische Politik Einfluss auf das letztlich gescheiterte Geschäft zu nehmen.
Verkauf der russischen Ölgesellschaft TNK-BP
Im Zusammenhang mit dem Verkauf von TNK-BP an Rosneft im Jahr 2013 verklagte Lebedew seine ehemaligen Partner Wiktor Wekselberg und Leonard Blavatnik im Februar 2014 vor dem Obersten Gericht des Staates New York wegen Vertragsbruchs auf 2 Mrd. USD. Der Fall ist derzeit noch vor dem Obersten Gerichtshof des Staates New York anhängig.

### Filmproduzent
Red Arrow
Lebedew ist Filmproduzent mit mehr als zwanzig Spielfilmen in seinem Portfolio. Er ist Mitbegründer und Miteigentümer des Filmstudios „Red Arrow“ in Russland.
2008 tat er sich mit dem Regisseur Valery Todorovsky zusammen, um Hipsters (auf Russisch: Stilyagi) zu produzieren, eine romantische Komödie, die im Moskau der 1950er Jahre spielt, Russlands erstes post-sowjetisches Musical. Außerdem produzierte er den Film The Geographer Drank His Globe Away, der den Grand Prix beim Kinotavr-Filmfestival 2013 und beim Filmfestival Cottbus 2013 gewann.
Film und Fernsehen in den USA
Mit Hilfe seiner amerikanischen Tochter Julia Lebedew, einer in Los Angeles lebenden USC-Absolventin, hat Lebedew den Einstieg in die US-Filmindustrie geschafft. Zu seinen Werken gehören Bad Education mit Hugh Jackman in der Hauptrolle, für den Lebedew einen Emmy gewann, The Good Doctor, der in Koproduktion mit dem Filmstar Orlando Bloom (Fluch der Karibik) entstand, und The Prophet mit Salma Hayek und Liam Neeson. Lebedew und seine Tochter Julia sind Executive Producer der Netflix-Serie Dear White People.
Filmografie
- Bad Hair (2020)[20]
- Bad Education (2020), in der Hauptrolle: Hugh Jackman; Emmy-Gewinner 2020; Herausragender Fernsehfilm; Gold Derby Award; OFTA Television Award; Emmy-Award-Nominierung für den Herausragenden Hauptdarsteller in einer begrenzten Serie oder einem Film; OFTA Award für den Besten Darsteller in einem Spielfilm oder einer begrenzten Serie; Hollywood Critics Association Midseason Award.[21]
- Monsters and Men (2018): Gewinner des Sundance Film Festival Jury Prize, Outstanding First Feature.[22]
- Dear White People (TV-Serie, 2017–2021), 2017 AAFCA Award: als eine der zehn besten Fernsehserien ausgezeichnet; 2020 Humanitas Prize: ausgezeichnet in der Kategorie 30 Minuten; South by Southwest 2017: Publikumspreis in der Kategorie Fernsehserie.[23]
- Diane (2018), Los Angeles Film Critics Association: Preis für die beste Schauspielerin; National Society of Film Critics: Preis für die beste Schauspielerin; Premiere beim Tribeca Film Festival.[24]
- The Dinner (2017), lief im Wettbewerb der Berlinale.[25]
- Dear White People (Spielfilm, 2014), wurde auf dem Sundance Film Festival uraufgeführt, wo er den Breakthrough Talent Award gewann.[26]
- The Geographer Drank His Globe Away (2014), Odesa International Film Festival: Grand Prix "Golden Duke" und Viewers' Choice Award; Nika Award: Bester Film, Bester männlicher Darsteller, Beste weibliche Darstellerin, Beste Regie, Beste Filmmusik; Golden Eagle Award: Beste Regie, Bester Schauspieler, Beste Schauspielerin; 2013 Russian Guild of Film Critics Awards: Bester Film, Bester männlicher Darsteller, Beste weibliche Darstellerin; XXIV Open Russian Film Festival "Kinotavr": Hauptpreis, Bester männlicher Schauspieler, Beste Filmmusik, Preis der Jury des Filmverleihs, Sonderpreis der Zeitschrift The Hollywood Reporter.[19]
- Celestial Wives of the Meadow Mari (2012), Grand Prix beim New Horizons Film Festival (Wrocław).[27]
- Skipped Parts (auf Russisch: Detyam do 16…) (2010), Odesa International Film Festival: Bester Film und People’s Choice Award; Window to Europe: Beste Schauspielerin; Russian Guild of Film Critics: Beste Schauspielerin.[28]
- Hipsters (in Russian: Stilyagi) (2008), Nika Award für den besten Spielfilm (2009); Golden Eagle für den besten Spielfilm (2010); Premiere beim Toronto Film Festival.[29]
- Music for December (auf Russisch: Muzyka dlya dekabrya) (1995), der Film wurde in der Sektion Un Certain Regard bei den Filmfestspielen von Cannes 1995 gezeigt und erhielt den Nika-Preis für die beste Tontechnik.[30]

## Politische Aktivitäten
Von 2002 bis 2015 war Lebedew Mitglied des Föderationsrates, der zweiten parlamentarischen Kammer der Russischen Föderation, als Vertreter der Republik Tschuwaschien.
13 Jahre lang war er Abgeordneter und Geschäftsmann in einer Person. In einem Medienbericht heißt es: „Im Gegensatz zu anderen Oligarchen haben seine Unternehmen den Wechsel von der Jelzin-Ära zum neuen Russland unter Wladimir Putin ohne größere Rückschläge überstanden.“ Im Jahr 2015 legte er sein Mandat nieder.

## Philanthropie
Lebedew unterstützt zahlreiche philanthropische Projekte in den Bereichen Kultur und Bildung. Lebedew „genießt den Ruf eines diskreten Kunstmäzens“ und ist einer der Gründer des Tschuwaschien-Fonds, der in der gleichnamigen russischen Region tätig ist und dort verschiedene Initiativen in den Bereichen Gesundheit, Bildung und Kultur unterstützt. Neben anderen sozialen Projekten in der Region Tschuwaschien hat Lebedew Mittel für den Bau von zwei Kirchen in Tscheboksary gespendet.  Lebedew war einer der Sponsoren der Ausstellung russischer Kunst im Guggenheim-Museum in New York im Jahr 2005, die anlässlich des 60. Jahrestages der Gründung der UNO stattfand und bei der zum ersten Mal eine Retrospektive russischer Kunst – von Ikonen aus dem 12. Jahrhundert bis zu zeitgenössischen Kunstobjekten – außerhalb Russlands gezeigt wurde.

## Auszeichnungen
Im Jahr 2011 wurde er mit dem Orden der Russisch-Orthodoxen Kirche des Heiligen Innozenz für die Unterstützung der Veröffentlichung des Buches Orthodoxie in China ausgezeichnet. Außerdem wurde er für seine karitative Arbeit mit dem Orden des Metropoliten von Moskau und Kolomna und dem Sergius-Orden von Radonesch ausgezeichnet.